# Klavdija Perger
Klavdija Perger (prej Markež), slovenska političarka; * 7. januar 1976.
Leta 2014 je bila na državnozborskih volitvah izvoljena za poslanko Stranke Mira Cerarja. 28. marca 2015 je bila po odstopu Stanke Setnikar Cankar imenovana na mesto ministrice za izobraževanje, znanost in šport Republike Slovenije. Po šestih dneh mandata je odstopila 28. marca 2015, obenem se je odpovedala tudi vrnitvi na poslanski sedež. Odstopu so botrovale obtožbe, da je njeno magistrsko delo plagiat, ki so se izkazale za resnične.
Kasneje se je zaposlila v gospodarstvu in bila direktorica Turistično-gostinske zbornice.